# فاليري ماينارد
فاليري ماينارد (بالإنجليزية: Valerie Maynard)‏ هي فنانة أمريكية، ولدت في 1937.